# AC72
La clase AC72 (America's Cup 72 pies) es una clase de catamarán hidroala, definida en septiembre de 2010 por el ACRM para la construcción de embarcaciones destinadas a competir en la Copa América 2013 y la Copa Louis Vuitton 2013. Este diseño es extremadamente caro y ha permitido el desarrollo de hidroalas que elevan el casco fuera del agua en algunas condiciones, permitiendo una gran velocidad.

## Lista de catamaranes de clase AC72

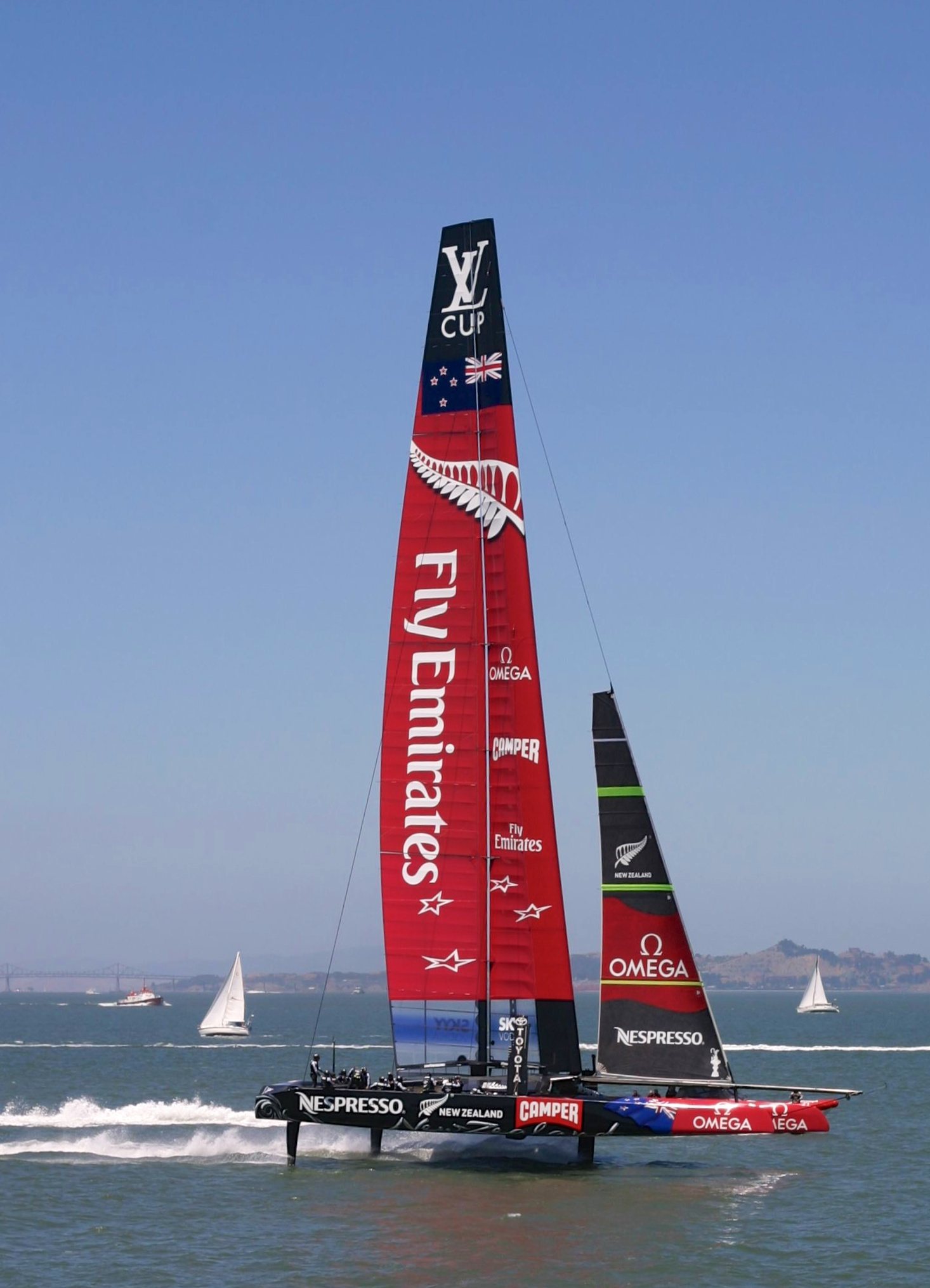
El "Aotearoa", del Team New Zealand, en la bahía de San Francisco.

| Equipo               | Club                                     | Astillero     | Yate                      | Notas |
| -------------------- | ---------------------------------------- | ------------- | ------------------------- | --- |
| Team New Zealand     | Real Escuadrón de Yates de Nueva Zelanda | Cookson Boats | New Zealand               | Primer barco, botado el 21 de julio de 2012. Ya no navega.                                                                                    |
| Oracle Challenge     | Club de Yates Golden Gate                | Oracle Racing | 17                        | Botado el 30 de agosto de 2012. Destruido parcialmente el 16 de octubre de 2012 en un vuelco.                                                 |
| Luna Rossa Challenge | Círculo de Vela Sicilia                  | Persico       | Luna Rossa                | Botado el 26 de octubre de 2012. |
| Artemis Racing       | Real Club Náutico Sueco                  | King Marine   |                           | Botado el 3 de noviembre de 2012. Destruido en un vuelco el 9 de mayo de 2013 en el que falleció el miembro de la tripulación Andrew Simpson. |
| Team New Zealand     | Real Escuadrón de Yates de Nueva Zelanda | Cookson Boats | Team New Zealand Aotearoa | Botado el 3 de febrero de 2013. |
| Oracle Challenge     | Club de Yates Golden Gate                | Oracle Racing | Oracle Team USA 17        | Botado el 24 de abril de 2013. |
| Artemis Racing       | Real Club Náutico Sueco                  | King Marine   | Big Blue                  | Botado el 22 de julio de 2013. |